# Bihsud (dystrykt)
Dystrykt Bihsud (Paszto: بهسود, dawniej Dystrykt Jalalabad) – dystrykt należący do wilajetu Nangarhar w Afganistanie.
Liczba ludności w 2019 roku była szacowana na 126 262, w tym 62 117 kobiet oraz 64 145 mężczyzn. Wszyscy zamieszkują tereny wiejskie. W prowincji nie ma miast.
W 2003, UNODC ogłosiło, że w dystrykcie Jalalabad spadła liczba upraw opium z 90 hektarów w 2002 do 4 hektarów w 2003.